# Franciszek Sznajde
Franciszek Sznajde (Schajdy ou Vel Sznajder), né à Varsovie le 8 octobre 1790 et mort à Grenelle le 13 décembre 1850, est un général de brigade polonais ayant pris part à l’insurrection polonaise de novembre 1830.

## Biographie
En janvier 1808, il est sous-secrétaire au ministère de la guerre du Duché de Varsovie. 
Le 15 avril 1809, il est cadet au 2e régiment de cavalerie, et participe aux campagnes de Napoléon en 1809, 1812 et 1813. Il prend part aux combats dans les  batailles de Raszyn, Smolensk et Borodino, et en 1813 prend la défense de Dantzig, pour laquelle il est promu au grade de lieutenant. En février 1815, il sert dans le 2e régiment de fusiliers à cheval (instructeur en voltige). 
Le 27 décembre 1830, il prend le commandement du Corps de la gendarmerie militaire polonaise. En février 1831, sous les ordres du général de division Michał Gedeon Radziwiłł, il réforme le Corps de police des carabiniers à cheval. À la tête de son escadron, il effectue le 31 mars 1831, une charge lors de la Bataille de Debe Wielkie. Pendant l'insurrection de novembre 1830, il est promu à trois reprises (il obtient le grade de général le 28 juillet 1831).
Il émigre ensuite en France et s'installe à Strasbourg où son entrée dans la ville fut remarquée.
Il y dirige des activités sociales et politiques, il mène divers travaux pour le Comité général de Józef Dwernicki, la Commission et le Fonds Migrant (1834-1838), la Société historique et littéraire et l'Association nationale pour l'éducation des enfants exilés polonais (école des Batignolles). À partir de 1846, il est membre de la Société démocratique polonaise (constituée à Paris le 16 mars 1832). 
Lors du Printemps des peuples de 1848, avec plusieurs compatriotes, il retourne en Pologne, dans la région de Cracovie, où il devient membre du Comité National, mais revient en France après l'échec du soulèvement. Il prend part en 1849 à l'insurrection dans le Palatinat Allemand. 
Il meurt à Grenelle le 13 décembre 1850 et il est enterré au Cimetière de Montmartre.

## Reconnaissances et distinctions
- Croix d'argent dans l'Ordre militaire de Virtuti Militari en 1850
- Chevalier dans l'Ordre national de la Légion d'honneur en 1850
- L'école de gendarmerie militaire polonaise de Varsovie est placée sous le patronage de Franciszek Sznajde.